# Tena (higo)
 'Tena' es un cultivar moderno de higuera de tipo higo común Ficus carica bífera, de higos de piel color verde amarillento. En América del Norte son capaces de ser cultivadas en USDA Hardiness Zones 8B a más cálida.

## Sinonimia
Hilgardia, Vol. 23, No. 11, 1955, p. 406, por Condit; y en Ortho Book 'Citrus and Subtropical Fruit' Memo, 1985, por Claude Sweet:
- „Verdone Hybrid“,[4][5]
- „Strawberry“,
- „Grosse Verte“,
- „Fico di Fragola“,
- „Nebian“,

## Historia
La Universidad de California en Riverside (UC Riverside) ha mantenido programas de mejoramiento de variedades de higos desde 1922. Los cultivares 'Conadria' y 'DiRedo' fueron lanzados a la industria a partir de este programa a mediados de la década de 1950 y el cultivar 'Tena' fue seleccionado y lanzado a mediados de la década de 1970.
La clave para el desarrollo de las plántulas híbridas de higo que son persistentes o del tipo higo común llegó en 1942 cuando el Dr. Ira Condit descubrió un tipo único de cabrahigo creciendo en Cordelia, California. Este Cabrahigo, que se cree que es un cultivar europeo llamado 'Croisic', era partenocárpico, comestible y podía transmitir la característica persistente a una porción de una población de plántulas desarrollada a partir de él.
Con el tiempo, a través de los esfuerzos del Dr. William Storey, el cabrahigo 'Cordelia' se mejoró a través de la hibridación. A finales de la década de 1970, se identificaron tres cabrahigos persistentes superiores como padres del polen, cada uno de los cuales portaba abundantes cargas de fruta con piel verde, carne blanca y pulpa de ámbar. Uno de los cabrahigos contenía genes del cultivar 'Calimyrna'. A finales de la década de 1980, con una hibridación adicional, James Doyle identificó cuatro nuevos cabrahigos con frutos persistentes, cada uno con un porcentaje variable del genoma de 'Calimyrna'.
Esta higuera fue criada en California por el obtentor Ira J. Condit en la década de 1960, teniendo como parental materna la variedad turca 'Sari Lop'. Una de las variedades del Dr. Condit que surgieron del programa de mejoramiento en Riverside, California. Introducida en 1965 y liberada por el obtentor Ira J. Condit en 1975.
Higos de buen sabor. Buenos para su cultivo en la costa oeste. Ideal para climas cálidos.

## Características
Las higueras 'Tena' se pueden cultivar en USDA Hardiness Zones 8B a más cálida.
La planta es un árbol mediano bífera, y muy productivo tanto de brevas, que maduran a fines de junio, como la cosecha principal de higos que comienza a madurar a fines de agosto. Los Tena son árboles muy productivos y resistentes y son resistentes a muchos tipos de defectos comunes a los higos.
Hoja generalmente pequeña; subcordato en la base; con 3 a 5 lóbulos. Las plantas son vigorosas, pero no particularmente resistentes.
El fruto de este cultivar es de tamaño mediano a pequeño, rico en aromas, son refrescantes y muy dulces en sabor. Su interior es de color blanco a rosa claro y la piel es de color amarillo verdoso. Es ideal para climas cálidos y secos como el del Valle Central. Otra variedad de higo criada e introducida por el Dr. Ira Condit, 'Tena' es buena tanto para uso fresco como para secado.
Esta variedad es autofértil y no necesita otras higueras para ser polinizada. El higo tiene un ostiolo pequeño que evita el deterioro durante condiciones climáticas adversas.

## Cultivo
Se cultiva sobre todo en el Valle Central y San Joaquin Valley de California.
'Tena' son higueras productoras de higos que dan lugar a excelentes higos para todo uso, tanto para mermeladas, higos secos y consumo en fresco.